# 米德拉什
米德拉什，或译作"米德拉西"、"密德拉西"（英语：Midrash），是猶太教對律法和倫理進行通俗闡述的宗教文献，為猶太法師知識的研究與猶太聖經的詮釋。
"米德拉什"是希伯來文מדרש的音譯，意思是解釋、闡釋，即"聖經註釋"。雛形在公元2世紀時已出現，全部在公元6至10世紀成書。猶太拉比們通過"米德拉什"將不同的觀念引入猶太教，聲稱乃揭示早已存在經卷內的觀念。
全書按《塔納赫》（即希伯來聖經）的卷序編排而講解，稱呼是在每書卷加上「米德拉什」，例如《出埃及記》的解釋，稱呼為“出埃及記米德拉什”。"米德拉什"的內容分為兩大類型："哈拉哈"（Halachah）和"哈加達"（Haggadah），前者以解釋律法為主，後者以有教育意義的故事為載體進行解經，有時兩者兼存。
"哈拉哈"意為規則，是猶太教口傳法規的文獻，為闡釋經文的律法、教義、禮儀與行為規範，說明其生活應用。"哈加達"則意為宣講，是闡述經文的寓意、歷史傳奇和含義等，並對逾越節的儀式和祈禱進行指導。約在公元2世紀，"哈加達"的內容已見雛形，而最早的單行本則出現於8世紀。